# Aeroportul Kulob
Aeroportul Kulob (IATA: TJU, ICAO: UTDK) este un aeroport din Tadjikistan ce deservește zona Kulob. A fost numit după zona deservită.
Situat la o altitudine de 699 m, aeroportul dispune de o singură pistă.